# Laura Leishman
Pour les articles homonymes, voir Leishman.
Laura Leishman est une animatrice de radio.

## Carrière
Laura Leishman commence sa carrière radiophonique en 2007 à WRS et anime sa première émission musicale, Soundcheck, en 2008 .
En septembre 2009, elle rejoint Radio France avec le Laura Leishman Project. En 2012, le podcast de son émission est nommé "meilleure nouveauté de l'année" par iTunes.
En outre, elle a présenté l'émission Radio Vinyle pour Radio France, avec notamment comme invités Madlib, Damon Albarn ou encore Neneh Cherry. 
Laura Leishman est également DJ : elle fut DJ résidente au village olympique de Sotchi en 2014 et au Montreux Jazz Festival. 
Elle apparaît à la télévision en tant qu’animatrice pour MTV France, narratrice pour Arte et intervenante musicale sur TF1, M6, France Télévisions et iTélé. Elle a également produit une série de vidéos au festival SxSW à Austin, Texas.